# Daniel García-Mansilla
Daniel García-Mansilla (1867-1957) fue un diplomático argentino, doctor en leyes, embajador, condecorado con la Legión de Honor, la gran cruz de la Orden de Isabel la Católica, la gran cruz de la Orden de la República Española; la gran cruz de la Orden del Mérito Naval, entre otras; poeta, escritor y sacerdote.

## Su familia
Hijo de Manuel Rafael García Aguirre, quién remplazó a Domingo Faustino Sarmiento, como ministro Plenipotenciario ante el gobierno de los Estados Unidos y de Eduarda Mansilla, pionera de la literatura femenina argentina. Nieto materno de Agustina Ortiz de Rozas y del guerrero de la independencia, General Lucio Norberto Mansilla. Nieto paterno de Manuel José García, varias veces ministro en los gobiernos de Juan José Viamonte, Juan Gregorio de Las Heras, Bernardino Rivadavia Juan Galo Lavalle, Juan Manuel de Rosas, entre otros, y de Manuela Aguirre y Alonso de Lajarrota, fundadora de la Sociedad de Benefiencia de Buenos Aires. Contrajo enlace con Adela Rodriquez Larreta, hermana mayor del escritor Enrique Larreta, autor de “La gloria de Don Ramiro”. No dejó descendencia.

## Sus estudios
Comenzó sus estudios como interno en el Colegio de San Francisco Javier de Vannes, Bretaña, Francia, establecimiento educativo jesuita, que tenía marcadas tendencias literarias; más tarde se recibió de Bachiller en Letras y Ciencias, diplomado en la Escuela de Ciencias Morales y Políticas de París, para completar los mismos en la histórica Universidad de París – La Sorbonne. Como dijera el propio García-Mansilla, en su libro Visto, oído y recordado – Memorias de un diplomático argentino, “debo todo cuanto soy intelectualmente a la noble tierra de San Luis”.

## Su carrera diplomática
Puede afirmarse que García-Mansilla, estuvo vinculado a la diplomacia desde la cuna pues era la tercera generación de diplomáticos argentinos. Vio la luz en París, rue de Chateaubriand n.º 11 y fue anotado en la legación argentina en París, cuando su padre se desempeñaba entonces como secretario de la legación argentina ante Francia, su abuelo Manuel José García, fue pionero de la diplomacia argentina. Ingresó en el servicio exterior, el 18 de octubre de 1886, a los diecinueve años como agregado en la legación de Italia. Desempeñó todos las jerarquías que exige la carrera, desde su primer nombramiento, pasando por diferentes destinos entre los que podemos destacar: Secretario de 2.ª en la legación de Alemania; Secretario de 1.ª en la legación de Brasil; Secretario de 1.ª en las legaciones de Italia y Suiza: Secretario de 1.ª en la legación de Francia y Santa Sede; Enviado extraordinario y ministro plenipotenciario para la coronación de S.S. Pío X; Embajador y ministro plenipotenciario en el Paraguay; Embajador en Perú y Ecuador; Embajador ante la Santa Sede; Embajador eExtraordinario y plenipotenciario ante el gobierno de España, finalizando su carrera luego de 52 años de carrera ininterrumpida en el servicio exterior de su país.

## La tragedia española
Según afirma el distinguido historiador Archibaldo Lanús, en su libro:“García-Mansilla será, junto con los demás diplomáticos acreditados en España, el protagonista de la más inusual y extraordinaria historia que haya vivido una misión en el exterior” 
El 27 de julio, el Ministerio de Relaciones Exteriores de la Argentina, recibió de su embajada en Londres, a cargo del doctor Malbrán, un telegrama de García Mansilla, radiado a través del almirantazgo inglés, en donde daba cuenta de su difícil situación: "incomunicado en su residencia de Zarauz, abrió su casa a asilados españoles". Unos días antes, el embajador dio refugio a un vecino, Pedro M. Ansoátegui. Más tarde, la esposa de Honorio Maura Gamazo, de nacionalidad argentina, se amparó junto a sus cinco hijos, posteriormente muchos otros también buscaron refugio en la Casa Azul de Ayala.
El 1.º de agosto de 1936, una delegación del Frente Popular de Zarauz se presentó ante la casa del Embajador García Mansilla conminando al embajador que entregase a los asilados a lo que este se negó. El día 3 la situación se volvió a repetir, pero con mayor gravedad, pues las milicias amenazaron con tomar por asalto la residencia. El gobernador civil de Guipúzcoa estableció una custodia que detuvo momentáneamente el ataque. La situación de García Mansilla era alarmante: prisionero de hecho, su cuenta bancaria había sido incautada y tanto su familia como sus refugiados “prácticamente están viviendo del crédito y de los ahorros de los criados”, negándose a ser evacuado junto a los demás representantes diplomáticos, pues exigía llevar consigo a los refugiados españoles.
El canciller Carlos Saavedra Lamas, respaldó la actitud de García Mansilla:” …lo estimuló y felicitó por su patriotismo para continuar manteniendo con altura y energía nuestra representación especialmente en lo que concierne al asilo prestado a sus refugiados que este gobierno considera inviolable y está dispuesto a no permitir que sea burlado”
Recordando los hechos el escritor e historiador español, Torcuato Luca de Tena en su obra, dice: “Era García Mansilla un hombre pequeño, enjuto, pálido, con una barbita en punta, similar a la del “Caballero de la mano en el pecho”, retratado por el Greco. En el Madrid rojo hizo una soberbia labor a lo Pimpinela Escarlata, solo comparable a la realizada por su colega Aurelio Núnez Morgado embajador de Chile. Miles de españoles perseguidos deben su vida a estos dos diplomáticos sudamericanos”. Él fue quién consiguió la mediación de la Cruz Roja Internacional, en colaboración con la Royal Navy británica, para liberar y salvar de una muerte segura a las mujeres presas en las cárceles flotantes de Bilbao entre las que se encontraba María Luisa Brunet, hermana de mi madre, quién así lo cuenta en sus memorias.

## El Principio humanitario del derecho de asilo
Le cupo a este diplomático ostentar el privilegio de ser el primero en hacer cumplir en Europa el principio humanitario del derecho de asilo.
Si bien fueron muchas las Embajadas y Legaciones de América que más o menos simultáneamente, abrieron paladinamente sus puertas en Madrid, a quienes solicitaron asilo, tales hechos tuvieron un precedente argentino de indiscutible prioridad; el de Zarauz. Reclamar dicho precedente resulta un derecho que los argentinos no deben abandonar, porque en él reside la honra de haber sido en Europa los precursores de la aplicación de la nobilísima prerrogativa humanitaria de amparar a los perseguidos, en momentos de cruenta ofuscación partidaria.

El Dr. García Mansilla, ajeno por su calidad de argentino y por su alta invetidura al choque cruel de las pasiones desatadas en la península hispánica, comprendió en ese momento histórico que no debía ceder por ningún concepto, y que debía dar un ejemplo al mundo del alcance heroico que los argentinos dan al derecho de asilo. Quienquiera que se cobije bajo nuestra bandera, en cualquier lugar de la tierra que ella flamee, puede contar con el apoyo argentino, apoyo más que verbal, puesto que es sinónimo de amparo moral y seguridad material. Con la sola excepción de los acusados de delitos comunes, la Argentina considera que el hecho mismo de acogerse bajo su bandera compromete su honor y debe ser considerado por los demás como bajo sagrada custodia.

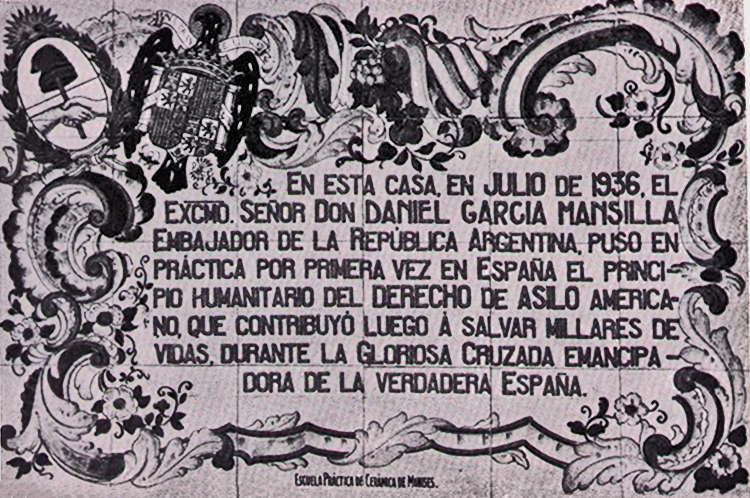
Placa en Casa Azul de Ayala, Zarauz, España rinde homenaje a Daniel García-Mansilla 1940.

Esto fue lo que hizo en España el Embajador García Mansilla y esto fue lo que a la postre reconocieron ambos bandos en guerra, como justiciero homenaje a la Argentina y a la gallarda personalidad de quién dignamente lo representaba en esos difíciles momentos.
El 7 de julio de 1940, se tributó en Zarauz un elocuente homenaje a Don Daniel García-Mansilla, ex Embajador de la República Argentina en España, al colocar en la Casa Azul de Ayalauna hermosa lápida conmemorativa, aunque con un texto marcadamente franquista. Más allá del tinte ideológico final, se destaca la meritoria actuación del referido diplomático, al conceder asilo por primera vez en España a varios españoles durante los trágicos días de la guerra civil.

## El poeta y escritor
Este hijo de Eduarda Mansilla y sobrino de Lucio V. Mansilla, es sin duda, quién más recibió los genes de los hermanos Mansilla y su amor por las letras. Incursionó principalmente en la poesía y en el teatro, dejando unas memorias sobre su vida diplomática, que guardan un verdadero tesoro histórico de la época que abarca. Sobre sus poemas el destacado Eduardo Marquina, académico de la Real Academia Española, al hablar de sus poesías dice: “Ya he dicho que García-Mansilla juega con el verso, y gana siempre. En “Alma y Sangre” se utiliza tercetos alenjandrinos, la “terza rima” de los italianos; y para los trozos de poesía más subjetiva y lírica toda suerte de leves, ágiles y arbitrarias combinaciones métricas” 
La particularidad de “Alma y Sangre” es que el autor propone una regla prosódica con el objeto de mejorar la sonoridad de la poesía francesa, método de versificación aplicable a otros idiomas, pero particularmente al francés, por la frecuencia de sus repeteciones homófonas, que fue posteriormente utilizado por varios poetas franceses de la nueva generación.
Fue autor de numerosos artículos literarios, de arte, crítica y filosofía, como de numerosos discursos durante su larga vida diplomática en catorce países.

## El sacerdote
Al quedar viudo en agosto de 1944, García-Mansilla, continua su vida inmerso en la cultura, plácido estado que lo llevó poco a poco a profundizar su espiritualidad y su condición de católico practicante. Fue así como decidió brindar su vida a Dios, pidiendo una autorización pontificia especial al Papa Pio XII, para recibir el sacramento del orden sagrado, autorización indispensable debido a que no había cursado el seminario, sentando un raro precedente en la Iglesia Católica fue autorizado a recibir el sacramento a los ochenta y cuatro años de edad.

## La opinión de sus contemporáneos
El diario “La Prensa” con motivo de su jubilación, lo recuerda diciendo: “El doctor García Mansilla es uno de los diplomáticos argentinos mas conocidos y prestigiosos. Hombre de vasta ilustración, de ágil mentalidad y extraordinaria capacidad de labor, cultivó las bellas letras y las enriqueció, sin duda alguna, con producciones estimables en francés y castellano. Pero es en el campo de la diplomacia donde ha descollado, principalmente, sus dotes de intelectual y hombre de mundo” 

## Sus obras literarias
- Visto, oído y recordado.Apuntes de un diplomático argentino. Por Daniel García-Mansilla, Editorial Guillermo Kraft. Limitada, Buenos Aires, 1950.
- Alma y Sangre –poema- Versión castellana de Eduardo Marquina. Ediciones “Andrés de Luján” Buenos Aires, 1938.
- Au bord du nid. –poesías- con una carta prólogo de François Coppé. Publicado en Vannes, Bretaña, Francia., 1884.
- Le Casque d’Hedwige – poema- con ilustraciones de Vahamonde. Buenos Aires, 1890.
- Chose à dire – poesías – Buenos Aires, 1891.
- Orchidées - poema- París, Francia, 1900.
- L’Intime Parole – poemas – 1.ª y 2.ª ediciones de Georges Crès er Cie, París 1919. 3.ª y 4.º edición con un prólogo del Cardenal Pietro Gasparri. “L’Universelle” Roma , 1920.
- L’Ame et le Sang – poema- Bernard Grasset, editor, París, 1920.
- Les Portes Saintes –poema- Síntesis de los jubileos y de la acción de la Iglesia Católica desde las Cruzadas.

## Obras de teatro
- Poisson d’Avril. Comedia en dos actos. En francés, representada en la inauguración del teatro Odeón de Buenos Aires, en 1903.

- La Justicière. Drama en 4 actos. Traducido al italiano y representado en el Politeama, de Buenos Aires en 1904.

- Tartarín de América. Revista cómica, representada en Buenos Aires en 1904.